# Euselasia archelaus
Euselasia archelaus is een vlindersoort uit de familie van de prachtvlinders (Riodinidae), onderfamilie Euselasiinae.
Euselasia archelaus werd in 1916 beschreven door Seitz.